# فرد ميلر
فرد ميلر (بالإنجليزية: Fred Miller)‏ هو سياسي أسترالي، ولد في 4 يناير 1926 في أستراليا، وتوفي في 1 مايو 1992 في سيدني في أستراليا. حزبياً، نشط في حزب العمال الأسترالي. وقد انتخب عضو الجمعية التشريعية نيو ساوث ويلز.